# Сан-Францисская и Западно-Американская епархия
Сан-Франци́сская и Западно-Америка́нская епа́рхия (англ. Western American Diocese) — епархия Русской православной церкви заграницей на территории штатов Айдахо, Аляска, Аризона, Вашингтон, Гавайи, Калифорния, Колорадо, Невада, Нью-Мексико, Орегон, Юта в США и Мексики.
Возглавляется архиепископом Сан-Францисским и Западно-Американским Кириллом (Дмитриевым).

## История
В период 1872 — 1905 годами Сан-Франциско был кафедральным городом Алеутской епархии Русской Православной Церкви.
Первым русским архиереем с титулом «Сан-Францисский» стал в 1926 году епископ Аполлинарий (Кошевой). В 1927 году, во время разрыва связей между русской «Американской митрополией» и Архиерейским Синодом Русской Православной Церкви Заграницей, он оказался единственным русским архиереем в Америке и был назначен управляющим новосозданной Северо-Американской епархией Зарубежной Церкви, нося некоторое время титул «Североамериканского и Сан-Францисского», но с декабря 1927 года имея постоянную резиденцию в Нью-Йорке.
В 1934 году в результате раздела русской Духовной Миссии в Америке была образована самостоятельная Западно-Американская епархия, в связи с чем викарный епископ епископ Сан-Францисский Тихон (Троицкий), возведённый уже в сан архиепископа, стал её правящим архиереем. Кафедра правящего архиерея находилась в Сан-Франциско.
В 1935—1946 годами «Американская митрополия» находилась в единении с Зарубежной Церковью и Сан-Францисским архиереем был митрополит Феофил (Пашковский), но после разрыва отношений в ноябре 1946 на Сан-Францисскую кафедру в ведении Зарубежной Церкви был назначен Тихон (Троицкий). Основной рост епархии пришёлся на послевоенное время.
Позднее на Сан-Францисской кафедре просиял святитель Иоанн (Максимович). С его именем связана постройка грандиозного кафедрального собора епархии в честь иконы Божией Матери «Всех скорбящих Радость».
7 июля 1994 года решением Архиерейского Собора территория штата Колорадо отошла в ведение Западно-Американской епархии.
В мае 2006 года решением Архиерейского Собора территория штата Нью-Мексико отошла в ведение Западно-Американской епархии.
9 декабря 2011 года решением Архиерейского Синода РПЦЗ территория Мексики стала относиться к ведению управляющего Западно-Американской епархией.

## Современное положение
В настоящее время в состав епархии входят приходы и монастыри Русской православной церкви заграницей на территории американских штатов Айдахо, Аляска, Аризона, Вашингтон, Гавайи, Северная и Южная Калифорния, Колорадо, Невада, Нью-Мексико, Орегон, Юта, а также в Мексике.
Кафедральный город — Сан-Франциско. Кафедральные соборы — в честь иконы Божией Матери «Всех скобрящих Радость» (Сан-Франциско) и Спасо-Преображенский (Лос-Анджелес).

## Епископы
Сан-Францисское викариатство Северо-Американской епархии
- Гермоген (Максимов) (1922) на кафедру не поехал
- Аполлинарий (Кошевой) (14 декабря 1924 — 5 сентября 1927)
- Алексий (Пантелеев) (6 февраля 1927 — 1930)
- Тихон (Троицкий) (15 июня 1930 — 31 июля 1933)
- Феодосий (Самойлович) (1933 — 4 сентября 1934)

Сан-Францисская епархия
- Тихон (Троицкий) (4 сентября 1934 — декабрь 1962)
- Иоанн (Максимович) (декабрь 1962 — 25 апреля 1963) в/у, архиеп. Западноевропейский
- Иоанн (Максимович) (14 августа 1963 — 2 июля 1966)
- Нектарий (Концевич) (июня 1966 — февраль 1968) в/у, еп. Сиэтлийский
- Антоний (Медведев) (23 марта 1968 — 23 сентября 2000)
- Кирилл (Дмитриев) (с 17 октября 2001) с 1 января 2000 — в/у, еп. Сеаттлийский

## Благочиннические округа
По состоянию на октябрь 2022 года:
- 1-й (Сан-Франциско, Бурлингейм, Гернивиль, Калистога, Монтерей, Пало-Алто, Пласервиль, Рено, Сакраменто, Саннивейл, Санта-Роза)
- 2-й, Северный (Бойсе, Сиэтл, Вашон-Айленд, Денвер, Корваллис, Мулайно, Роуг-Ривер, Солт-Лейк-Сити, Уолла-Уолла)
- 3-й, Южный (Гонолулу, Лос-Анджелес, Окснард, Санта-Барбара, Санта-Фе, Сан-Диего, Тусон, Финикс)
- 4-й (Мехико и все общины в Мексике)

## Монастыри
- Монастырь Святого Силуана Афонского, (мужской; Сонора, штат Калифорния)
- Монастырь Всемилостивого Спаса (мужской; Вашон-Айленд, штат Вашингтон)
- Свято-Троицкий монастырь[пол.] (мужской; Мехико, Мексика)
- Монастырь святого Паисия (женский; Аризона)[6]

До середины 1980-х в юрисдикцию епархии входил Монастырь преподобного Германа Аляскинского (мужской; Платина, Калифорния); ныне в юрисдикции Сербской православной церкви.